# Forn de Manelet de la Curra
El forn de Manelet de la Curra és un habitatge d'Horta de Sant Joan (Terra Alta) inclosa a l'Inventari del Patrimoni Arquitectònic de Catalunya.

## Descripció
La casa ha estat força reformada, tot i que conserva l'estil propi de l'anomenada arquitectura popular. Consta de dues plantes i golfes. Les obertures són petites, tot i que les de les golfes són força grans en contrast amb la resta. Conserva un finestral amb balcó de fusta i fusteries de finestrons amb zones mínimes d'acristallament.
La porta d'entrada és d'arc de mig punt adovellat, tot i que es conserva mig tapiat per rajoles. Hi ha una altra porta oberta recentment. El parament combina peces de carreu amb pedres poc treballades. La coberta és a una vessant i feta amb fusta i teula àrab. Els contorns de les obertures són emblanquinats.